# Union-Bau

Altlogo von 1990

Logo der Union-Bau AG

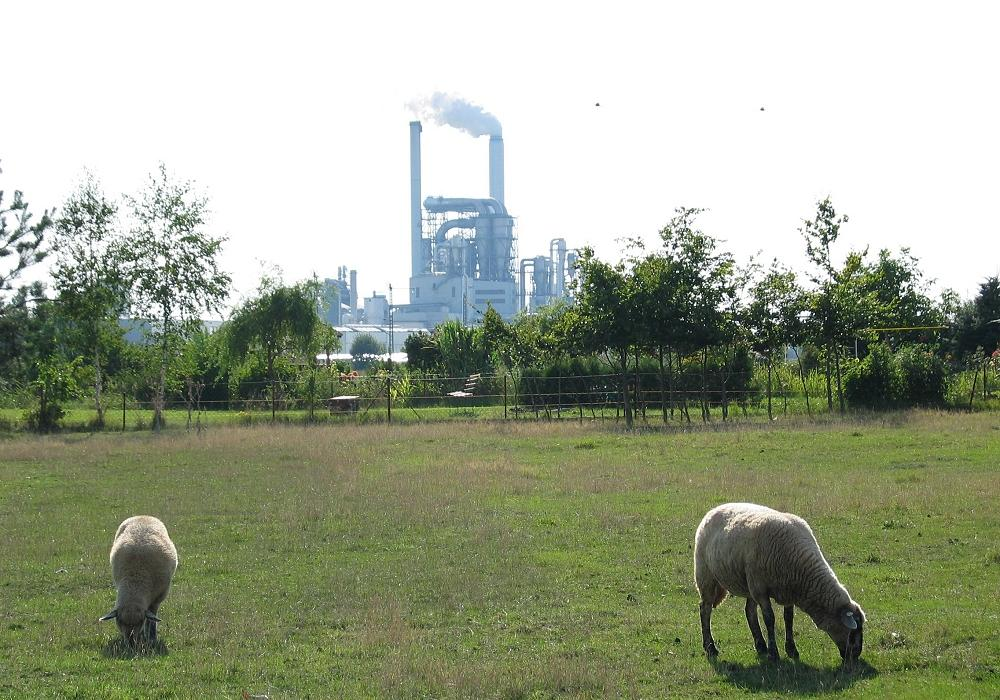
Kronospan Lampertswalde

Die Union-Bau AG war ein Bauunternehmen in Sachsen.
Das Unternehmen mit Zentralverwaltung in Hoyerswerda entstand am 1. Mai 1990 durch die Privatisierung des BMK Kohle und Energie durch die Treuhandanstalt. Neben der Zentralverwaltung existierten noch die Hauptniederlassungen Nord-Ost in Cottbus und Süd-Ost in Dresden mit ihren jeweiligen Niederlassungen. 1991 wurde die Union-Bau AG mit einigen Tochterfirmen von der Dyckerhoff & Widmann AG (DYWIDAG) übernommen. Zum Zeitpunkt der Übernahme erwirtschaftete das Unternehmen mit 8330 Mitarbeitern einen Jahresumsatz von rund 750 Millionen DM. Bis 1992 war die Auslandsniederlassung der UBAG, als Hauptauftragnehmer Industriebau, am BAK Kriwoi Rog (Ukraine) tätig. Im selben Jahr erfolgte die Übernahme der Aktienmehrheit bei der DYWIDAG durch die Walter Bau AG und Züblin.
Die Bezeichnung Union-Bau AG entfiel ab 1994, nachdem die Firma vollständig in die DYWIDAG integriert worden war. Die Firma wurde zunächst in zwei getrennte Unternehmen, Dyckerhoff & Widmann Berlin GmbH (ehemals HNL Nord-Ost mit HNL Berlin der DYWIDAG) und Dyckerhoff & Widmann Sachsen/Thüringen GmbH (ehemals HNL Süd-Ost), aufgespalten.
Bauprojekte der Union-Bau AG waren unter anderem:
- die Autobahnanschlussstelle Dresden-Nord (BAB 4, B 170)
- das BAK Kriwoi Rog
- BP-Tankstelle Dresden, Radeburger Straße (1. BP-Tankstelle in den neuen Bundesländern)
- Keulahütte, Krauschwitz (Formerei)
- die Reha-Klinik Kreischa
- Schloss Spremberg (Sanierung)
- DWA Waggonbau Niesky (Zuschnitthalle)
- das Elbcenter Dresden
- die Sanierung der Stadtbrücke Pirna über die Elbe
- Opelwerke Eisenach (Lackiererei)
- die Wohnparks Solitude und Dresden-Übigau
- das Altenpflegeheim in Burkhardtsgrün
- der Bahnhof Elsterwerda
- Kronospan Lampertswalde
- der Wiederaufbau der George-Bähr-Kirche in Dresden-Loschwitz.